# Pachyramphus albogriseus
El anambé blanquinegro (Pachyramphus albogriseus), también denominado cabezón blanco y negro, cabezón blanquinegro o cabezón cejiblanco, es una especie de ave paseriforme de la familia Tityridae, perteneciente al numeroso género Pachyramphus. Es nativo del este de América Central y del norte y oeste de América del Sur.

## Distribución y hábitat
Se distribuye de forma disjunta en Costa Rica y oeste de Panamá; en el noreste de Colombia (Sierra Nevada de Santa Marta y noroeste de Venezuela (Serranía del Perijá; en la cordillera de la Costa y Andes del norte y noroeste de Venezuela hasta el norte de Colombia; y desde el suroeste de Colombia a lo largo de los Andes hacia el sur por el este de Ecuador hasta el centro de Perú.
Esta especie es considerada poco común en sus hábitats naturales: el dosel y los bordes de selvas montanas, también en crecimientos secundarios y bosques caducifolios, principalmente entre 1000 y 2200m de altitud.

## Sistemática

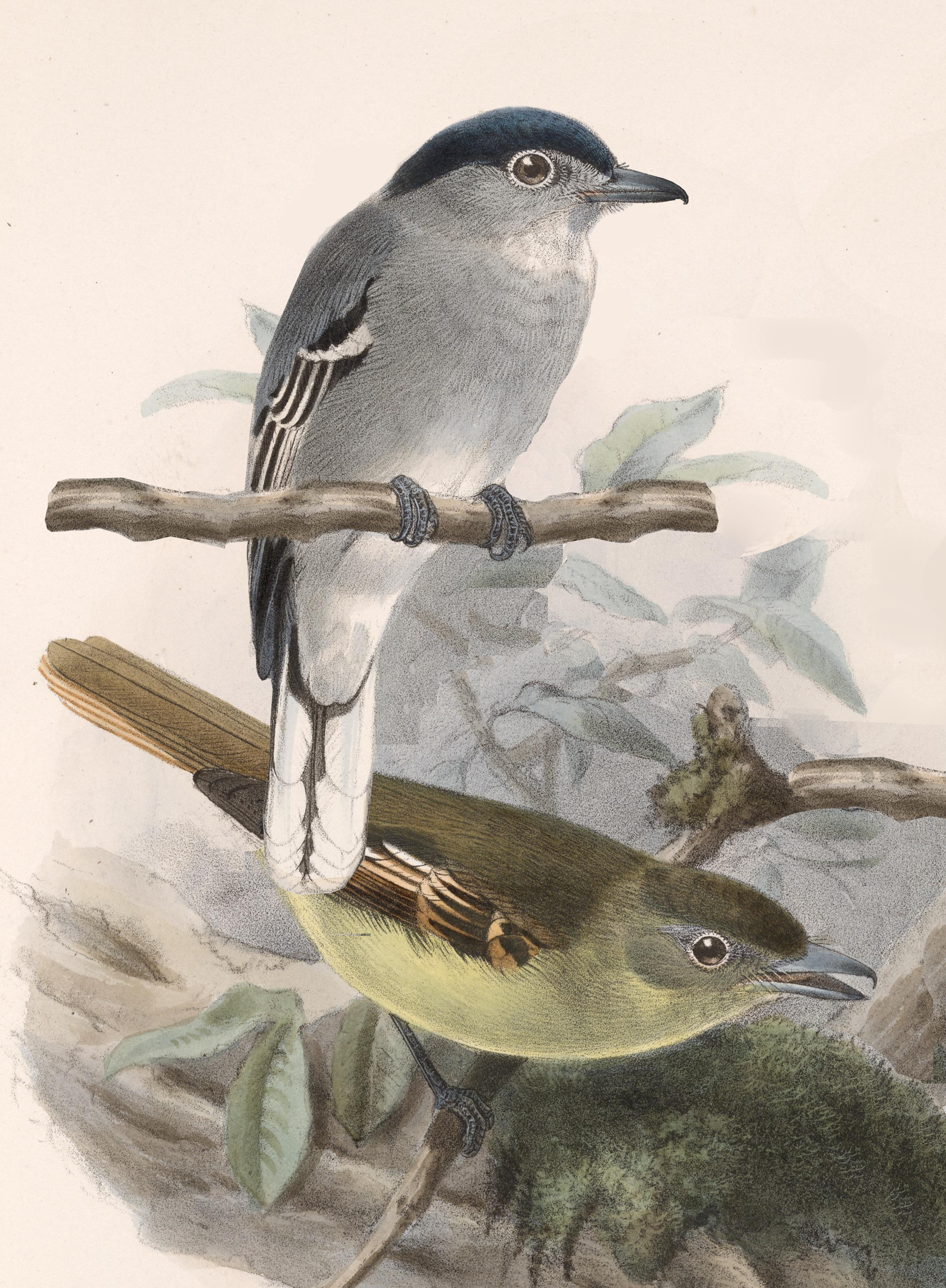
Pachyramphus albogriseus, macho (arriba) y hembra (abajo), ilustración de Keulemans en Biologia Centrali-Americana, 1902.

### Descripción original
La especie P. albogriseus fue descrita por primera vez por el zoólogo británico P.L. Sclater en 1857 bajo el nombre científico Pachyramphus albo-griseus; su localidad tipo es: «Bogotá, Colombia».

### Etimología
El nombre genérico masculino «Pachyramphus» se compone de la palabras del griego «pakhus» que significa ‘robusto’, ‘grueso’, y «ramphos» que significa ‘pico’; y el nombre de la especie «albogriseus», se compone de las palabras del latín «albus» que significa ‘blanco’, y «griseus» que significa ‘gris’.

### Taxonomía
Estudios genéticos anteriores (Musher & Cracraft (2018), Musher et al. (2019)) ya apresentaban evidencias de que la presente especie es polifilética, con el grupo albogriseus/ornatus próximo de Pachyramphus major y Pachyramphus marginatus, y salvini más próxima de Pachyramphus polychopterus. Las evidencias morfológicas, genéticas y de vocalización presentadas en el estudio de Musher, Krabbe y Areta (2023), confirmaron que P. albogriseus/ornatus y P. salvini son especies distintas; los autores definieron sus nuevas áreas de distribución, y además, demostraron que la subespecie coronatus es indivisible de la nominal y que la subespecie guayaquilensis es un sinónimo posterior de salvini. Con base en todas las evidencias, el Comité de Clasificación de Sudamérica (SACC) en la Propuesta No 955 reconoció a Pachyramphus salvini como especie plena, con el nombre (en traducción libre del inglés) de anambé críptico. El área de distribución de la especie separada sería redefinido para «oeste de Colombia, oeste de Ecuador, noroeste de Perú y la cuenca del río Marañón; y tal vez sólo estacionalmente en la pendiente amazónica del sur de Colombia, este de Ecuador y este de Perú», mientras que el área de albogriseus, aparte de las áreas norteñas, se extendería por el «este de los Andes de Colombia y Ecuador hasta el sur de Perú».
La subespecie descrita Pachyramphus albogriseus coronatus Phelps, Sr. & Phelps, Jr., 1953 no es considerada válida, y un sinónimo de la nominal.

### Subespecies
Según las clasificaciones del Congreso Ornitológico Internacional (IOC) y Clements Checklist/eBird se reconocen dos subespecies, con su correspondiente distribución geográfica:
- Pachyramphus albogriseus ornatus Cherrie, 1891 – noroeste de Costa Rica hasta el oeste de Panamá, desde la Cordillera de Tilarán hasta la Serranía de Tabasará.
- Pachyramphus albogriseus albogriseus P.L. Sclater, 1857 – noreste de Colombia al norte de Venezuela, y a lo largo de la pendiente oriental de los Andes desde el sur de Colombia hasta el sureste de Perú.